# Claus Günzler
Claus Günzler (* 2. Juni 1937 in Dortmund; † 13. September 2022) war ein deutscher Philosoph und Hochschullehrer. 

## Leben
Nach dem Abitur am Kölner Dreikönigsgymnasium (1957) studierte Günzler Philosophie, Germanistik, Geschichte und Pädagogik an den Universitäten Köln, Wien und Freiburg im Breisgau. 1964 promovierte er bei Bernhard Lakebrink an der Universität Freiburg und wurde 1965 wissenschaftlicher Assistent an der Pädagogischen Hochschule Heidelberg. Zwei Jahre später wurde er an die Pädagogische Hochschule Karlsruhe berufen und war dort zunächst als Dozent und von 1970 bis zu seiner Emeritierung 2002 als Professor für Philosophie tätig.
Günzler war von 1970 bis 1974 Prorektor der Pädagogischen Hochschule Karlsruhe und leitete ebendort von 1984 bis 2002 das interdisziplinär ausgerichtete Hodegetische Institut. 1987 war er Mitbegründer und bis 1996 Mitglied im Beirat der Wissenschaftlichen Albert Schweitzer Gesellschaft (Sitz: Mainz) sowie von 1991 bis 1997 Vizepräsident der Association Internationale pour l’oeuvre du Dr. A. Schweitzer à Lambarene (Sitz: Gunsbach / Elsass). Von 1988 bis 1997 war er Erster Vorsitzender des Deutschen Hilfsvereins für das A. Schweitzer-Spital in Lambarene (Sitz: Frankfurt a. M.) und wurde 1995 Mitbegründer der Stiftung Deutsches A. Schweitzer Zentrum (Sitz: Frankfurt a. M.). Hier wirkte Günzler von 1995 bis 2002 als Vorsitzender des Stiftungsbeirats und von 2002 bis 2006 als Vorsitzender des Stiftungsvorstands mit. Ferner ist Günzler Ehrenmitglied der Stiftung deutsches Albert Schweitzer Zentrum.

## Forschungsschwerpunkte
Nach seiner Dissertation Das Teleologieproblem bei Kant und Goethe sowie frühen Arbeiten zu Platon und Aristoteles widmete sich Günzler im Kontext der Lehrerbildung vorrangig der Bildungstheorie und der Praktischen Philosophie, wobei er regelmäßig zu zeitgenössischen Fragen zwischen Ethik und Erziehung Stellung nahm. In seinem Buch Anthropologische und ethische Dimensionen der Schule (1976) unterzog er die aus den USA importierte operationalistische Verkürzung des Lernbegriffs einer eindringlichen philosophischen Kritik und gehörte damit zu den wenigen Philosophen, die in die aufbrechende pädagogische Debatte zum Thema ‚Werterziehung‘ eintraten. An der Leitidee des mündigen Subjekts orientiert, konkretisiert das Buch Erziehen zur ethischen Verantwortung (1980 zusammen mit G. M. Teutsch) ein dem Schulalltag verpflichtetes Konzept der Werterziehung an beispielhaften Handlungsfeldern.
Den theoretischen Hintergrund seiner pädagogischen Beiträge legt Günzler in seinem Buch Bildung und Erziehung im Denken Goethes (1981) dar, das in kritischer Distanz zur Dominanz gesellschaftstheoretisch fundierter Bildungstheorien die Bildung als primär naturphilosophische Kategorie bei Goethe herausarbeitet. Goethes Plädoyer für eine Rückbindung der legitimen Ansprüche des menschlichen Machenwollens an den Respekt vor den natürlichen Phänomenen erschließt für Günzler einen Bildungsbegriff, der im Zusammenspiel von naturphilosophischer Einsicht und pädagogischer Reflexion die Entwicklung des Schulwesens vor einem ruinösen Absturz in inhumane Einseitigkeiten zu bewahren vermag.
Ab 1980 erfolgt eine intensive Auseinandersetzung mit Albert Schweitzer, der wie Goethe dem Gedanken der Ehrfurcht eine zentrale Rolle zuschreibt. Zu Schweitzers Ethik als einem Modell, das Normbegründung und Motivation im denkenden Ich zusammenführt, hat Günzler in vielen Studien ein breites Spektrum von Einzelanalysen vorgelegt und in seiner Monographie Albert Schweitzer – Einführung in sein Denken (1996) erstmals auch die damals noch unveröffentlichten Nachlasswerke Schweitzers zu Rate gezogen. Zugleich hat er als Mitherausgeber die Schweitzer Edition Werke aus dem Nachlass betreut, die von 1995 bis 2006 im Verlag C. H. Beck in München erschienen ist.
Von Günzlers Studien zu Goethe und Schweitzer sind einige in das Französische, Italienische und Chinesische übersetzt worden, eine größere Zahl in das Japanische. In Japan ist er an dem 2009 von Hiromichi Sasada (Universität Tohoku) gestarteten Forschungsprojekt „Natur und Bildung – Goethes Naturlehre und die Aktualität seiner Bildungstheorie“ beteiligt. Hier geht es in Zusammenarbeit mit Takara Dobashi (Universität Hiroshima) um eine interkulturell plausible Neuorientierung des modernen Schulwesens im Rekurs auf den Humanitätsbegriff als vielschichtigem globalen Erbe. Die Einzelergebnisse werden seit 2010 schrittweise in der in Sendai, Japan, erscheinenden Zeitschrift Proteus – Natur und Bildung veröffentlicht.

## Schriften (Auswahl)
- Das Teleologieproblem bei Kant und Goethe. Dissertation Freiburg im Breisgau, 1964. Japanische Übersetzung von T. Dobashi in: Forschungsbericht der Universität Tottori, Tottori shi 1996, S. 1–145.
- Anthropologische und ethische Dimensionen der Schule – Lernzieldruck und Lebenshilfe. Alber. Freiburg i. Br. 1976. ISBN 3-495-47342-4
- Erziehen zur ethischen Verantwortung (zus. m. G. M. Teutsch). Herder. Freiburg i. Br. 1980. ISBN 3-451-09077-5.
- Bildung und Erziehung im Denken Goethes – Philosophische Grundlagen und aktuelle Perspektiven einer Pädagogik der Selbstbeschränkung. Böhlau. Köln / Wien 1981. ISBN 3-412-00780-3.
- Ethik und Erziehung (Hrsg. u. Hauptautor). Kohlhammer. Stuttgart 1988. ISBN 3-17-009019-4.
- Albert Schweitzer – Einführung in sein Denken. C. H. Beck. München 1996. ISBN 3-406-39249-0.
- Vom ‚Park‘ in die ‚Wildnis‘ – Albert Schweitzers Modell einer elementaren Alltagsethik. Bernstein. Bonn 2008. ISBN 978-3-939431-23-7.